# Сон звичайний
Сон звичайний (Pulsatilla vulgaris Mill., або Anemone pulsatilla L.) — вид рослин родини жовтецеві.

## Будова
Багаторічна рослина з перистим світло-зеленим листям, зібраним в розетки, та кореневищем. Листки покриті волосинками у молодому віці. Навесні з'являються прямовисні чи напівнахилені оксамитові пурпурові квіти. Після цвітіння на рослині з'являються кругла пухнаста голівка з насінням.

## Поширення та середовище існування
Зростає на лужних ґрунтах. Росте в Центральній та Західній Європі.

## Практичне використання
Вирощуються культурні сорти з білими та червоними квітами.

## Галерея

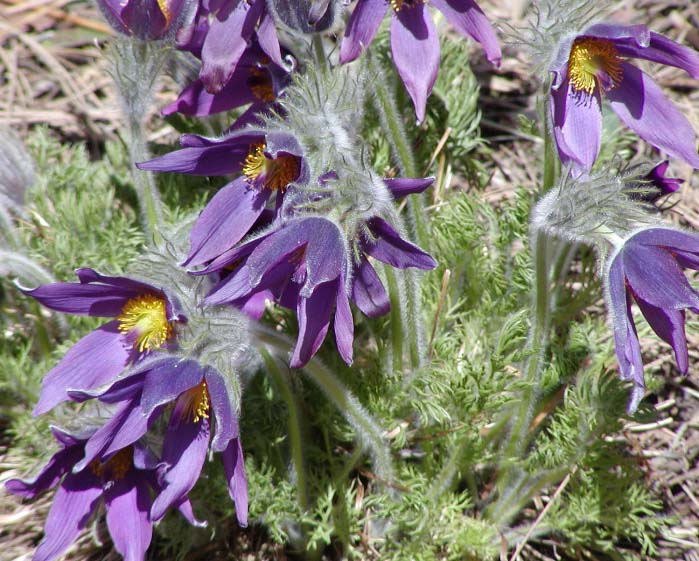
Pulsatilla vulgaris
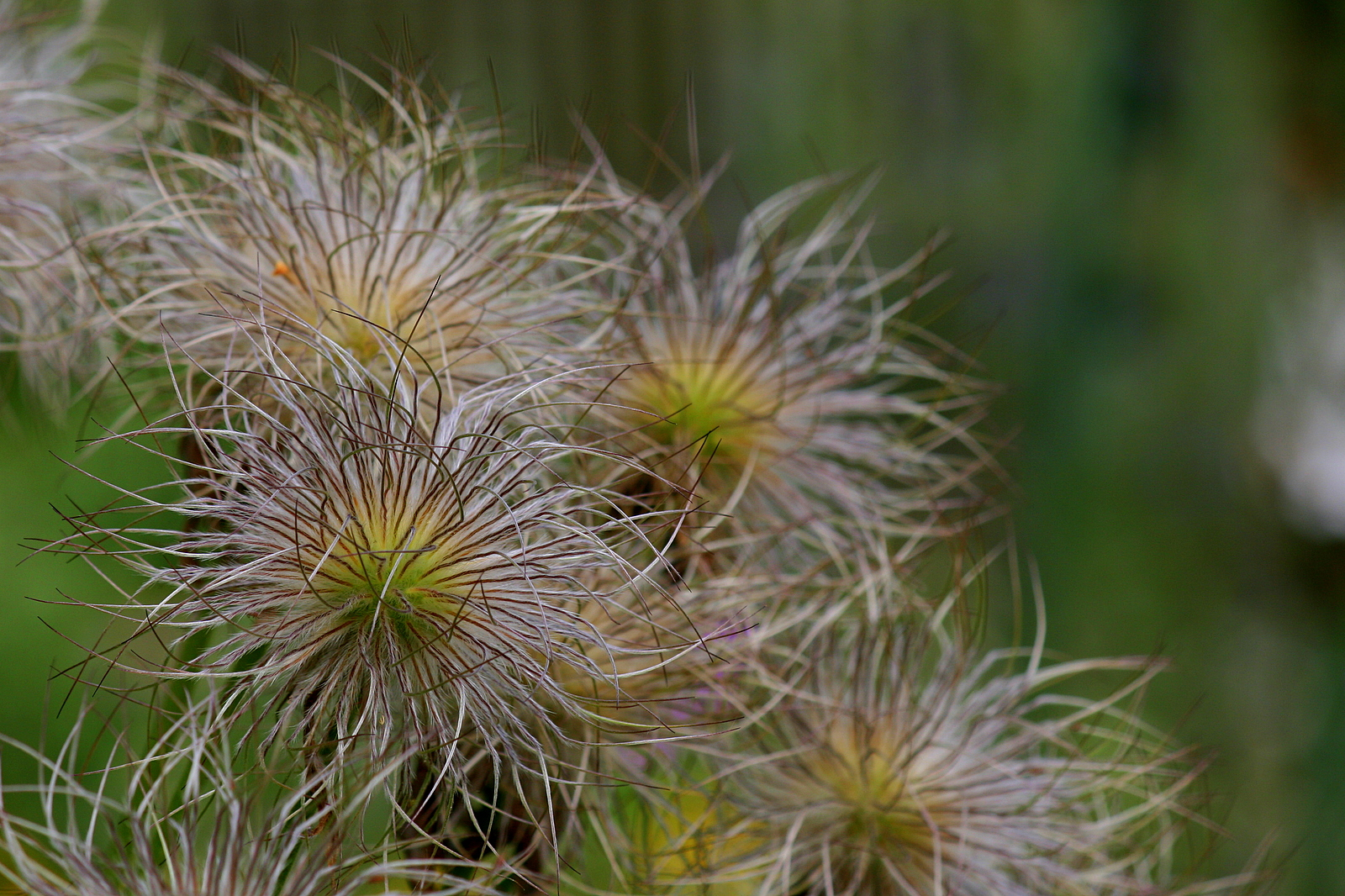
Pulsatilla vulgaris
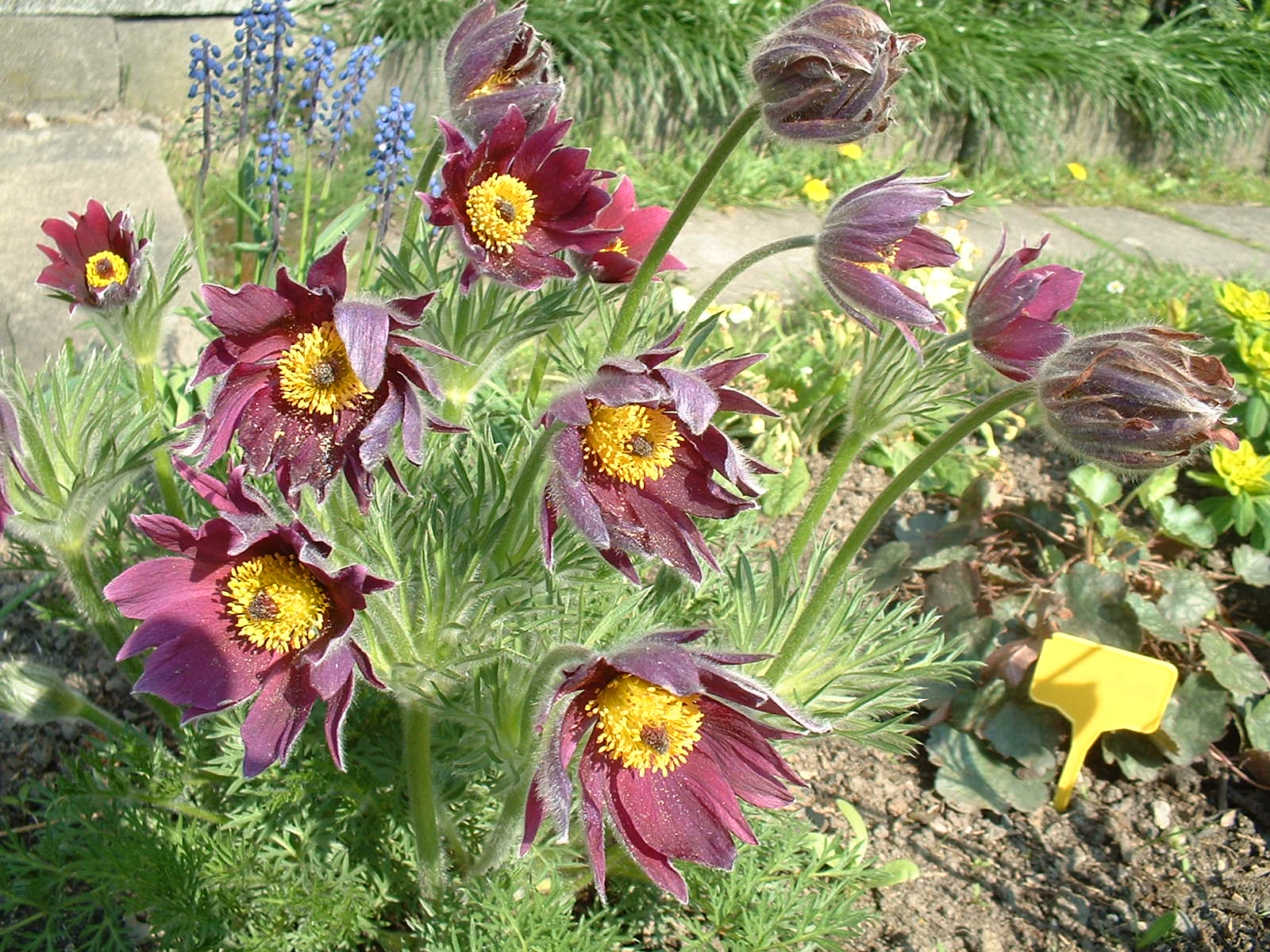
Pulsatilla vulgaris rubra
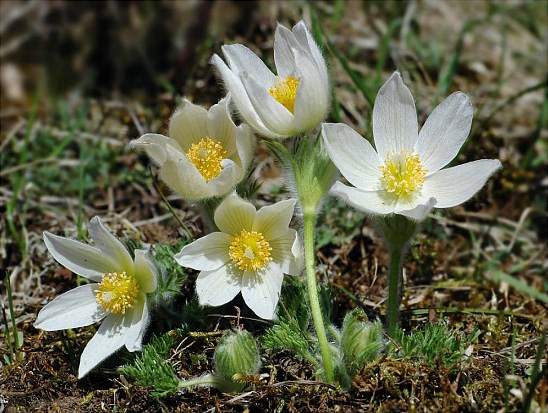
Pulsatilla vulgaris alba